# Tabanus levantinus
Tabanus levantinus är en tvåvingeart som beskrevs av Peus 1980. Tabanus levantinus ingår i släktet Tabanus och familjen bromsar.
Artens utbredningsområde är Grekland. Inga underarter finns listade i Catalogue of Life.